# WWE Women’s Championship
Die WWE Women’s Championship (zu deutsch WWE Meisterschaft der Frauen) ist einer der wichtigsten Wrestling-Titel der US-amerikanischen Promotion World Wrestling Entertainment (WWE). Er ist neben der Women’s World Championship einer von zwei Frauen-Weltmeistertiteln in der WWE und wird bei Raw verteidigt. Die aktuelle Titelträgerin in ihrer ersten Regentschaft ist Tiffany Stratton.
Der Titel wurde am 3. April 2016 bei WrestleMania 32 eingeführt mit Charlotte Flair als erste Titelträgerin. Er ersetzte die Divas Championship und verfügt über eine neu Titelgeschichte, die von der ursprünglichen WWE Women’s Championship und der WWE Divas Championship getrennt ist. Als Ergebnis des 2016 Draft wechselte die Meisterschaft mit einer anschließenden Umbenennung in WWE Raw Women's Championship exklusiv zu Raw und SmackDown schuf die SmackDown Women's Championship als Gegentitel. Die WWE Women's Championship war der erste Frauentitel, der 2016 bei Hell in a Cell als Headliner bei einem Pay-per-View-Event verteidigt wurde. Außerdem war er 2018 Headliner des Pay-per-View-Events Evolution, dem einzigen rein weiblichen WWE-Event. Zudem wurde der Titel zusammen mit der SmackDown Women's Championship im Main Event Match des Flaggschiff-Events WrestleMania verteidigt.
Aufgrund des Drafts 2023 wechselten die Raw und SmackDown Women’s Championship die Shows. Der Raw Women's Championship wurde am 9. Juni 2023 wieder in WWE Women's Championship umbenannt.

## Geschichte

### Einführung als WWE Women’s Championship

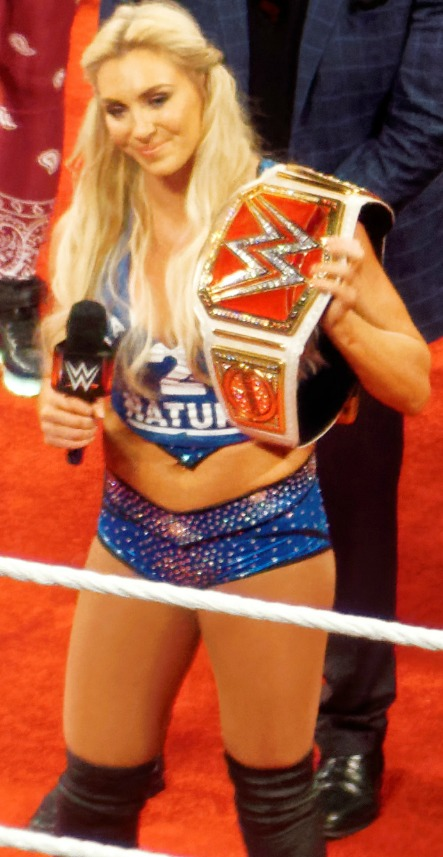
Die erste und sechsmalige Titelträgerin Charlotte Flair, hier abgebildet mit dem Originaldesign des Titels

Der Begriff „Diva“ wurde von einigen Kommentatoren, Fans und mehreren ehemaligen und gegenwärtigen Wrestlerinnen, darunter auch die amtierenden Divas Champion Charlotte, als negativ wahrgenommen, da er die sportlichen Fähigkeiten weiblicher Wrestler schmälere und sie zur „Augenweide“ degradiere. Deshalb wurde innerhalb von World Wrestling Entertainment (WWE) darüber diskutiert, ob man die Divas-Division umbenennen sollte. Am 3. April 2016 trat Hall of Famer Lita während der WrestleMania 32-Pre-Show auf. Nachdem sie die Geschichte des Frauen-Wrestlings in der WWE rekapituliert hatte, erklärte sie, dass die weiblichen Wrestler in der WWE nicht länger als „Divas“, sondern wie ihre männlichen Kollegen als „Superstars“ bezeichnet werden würden. Lita enthüllte außerdem einen neuen Weltmeisterschafts-Titelgürtel und gab bekannt, dass die WWE Divas Championship zugunsten einer neuen WWE Women's Championship eingestellt wird. Der neue Titel teilt seinen Namen mit der ursprünglichen WWE Women’s Championship. Allerdings trägt er nicht die Abstammungslinie wie das Original, das im Jahr 2010 mit der Divas Championship vereinigt wurde. Der neue Titel wird als Nachfolger betrachtet und aufgrund seiner Beziehung zum ursprünglichen Titel reicht seine Titelgeschichte bis zur ersten Regentschaft von The Fabulous Moolah im Jahr 1956 zurück. Der erste Champion wurde später am Abend in einen Triple-Threat-Match zwischen Charlotte, Becky Lynch und Sasha Banks ermittelt, das ursprünglich für die Divas Championship geplant war. Charlotte, die letzte Divas Champion, wurde durch den Sieg in diesem Match die erste WWE Women's Champion.

### Umbenennung in WWE Raw Women’s Championship
Nach der Wiedereinführung des Brand-Splits im Juli 2016 wurde die amtierende Titelträgerin Charlotte zur Raw gedraftet, wodurch auch der Titel mit ihr zur Raw wechselte. Kurz nach SummerSlam wurde der Titel in WWE Raw Women's Championship umbenannt, nachdem SmackDown die WWE SmackDown Women’s Championship als Gegentitel schuf. Am 30. Oktober 2016 verteidigte Sasha Banks den Titel gegen Charlotte im ersten Pay-Per-View-Hauptkampf der Frauen. Zugleich war dies auch das erste Hell-In-A-Cell-Match der Women’s-Division. Bei der Veranstaltung besiegte Charlotte Sasha Banks und wurde dreimaliger Champion. Nach zwei Jahren war der Titel erneut im Main Event Match eines Pay-per-Views. Am 28. Oktober 2018 vereidigte Ronda Rousey im ersten Frauen Pay-per-View-Event Evolution den Titel gegen Nikki Bella im Hauptkampf. Rousey konnte den Titel erfolgreich verteidigen. Anschließend verteidigte Rousey den Titel im Main-Event von WrestleMania 35 im April 2019 in einem Winner-Takes-All-Triple-Threat-Match gegen SmackDown Women’s Champion Charlotte Flair und Becky Lynch, das Lynch für sich entscheiden konnte. Dieses Match war das erste Frauenmatch im Main-Event von WrestleMania, dem Flaggschiff-Event der WWE. Am 10. Mai 2020 wurde der Titel als erster in der Geschichte direkt mit dem Gewinn des Money in the Bank-Ladder-Matches belohnt, was bekannt gegeben wurde, als Becky Lynch die Aktentasche im Folgenden öffnete Nacht auf Raw. Lynch gab bekannt, dass sie den Titel aufgrund einer Schwangerschaft verlieren würde, und gab die Siegerin des „Money in the Bank“-Matches, Asuka, als neue Championin bekannt.

### Wiederumbenennung in WWE Women’s Championship
Infolge des Draft 2023 wechselten die Raw und SmackDown Women’s Championship die Shows und es gab keine Titelwechsel, bevor die Draft-Ergebnisse am 8. Mai in Kraft traten. Das Problem, dass die Raw Women’s Championship bei SmackDown verteidigt wurde, wurde dann in der SmackDown-Folge vom 9. Juni 2023 gelöst. In dieser Nacht enthüllte WWE-Offizieller Adam Pearce einen neuen Titelgürtel für die amtierende Titelträgerin Asuka, woraufhin der Titel wieder seinen ursprünglichen Namen WWE Women's Championship trug. Aus der SmackDown Women's Championship wurde am 12. Juni anschließend die Women's World Championship.

## Titeldesign
Der WWE Women's Championship-Gürtel verwendet das „Network Logo“-Design, das bei seiner Einführung im August 2014 erstmals von der WWE Championship verwendet wurde, mit einigen bemerkenswerten Unterschieden. Als es ursprünglich enthüllt wurde, befand sich das gestanzte WWE-Logo in der Mittelplatte auf einem roten statt schwarzen Hintergrund, während auf dem Kleingedruckten unter dem Logo „Women's Champion“ stand. Der Gurt war kleiner und weiß statt Schwarz. Der Gürtel hatte die gleichen Seitenplatten, die durch goldene Trennstäbe von der Mittelplatte getrennt waren. Wie bei der WWE Championship verfügten die Seitenplatten über einen abnehmbaren Mittelteil, der mit dem Logo des amtierenden Champions individuell gestaltet werden konnte. Dies war der erste Frauentitel in der WWE mit anpassbaren Seitenplatten. Die standardmäßigen Seitenplatten trugen das WWE-Logo auf einer roten Weltkugel. Der Titel behielt dieses Design bei, als er im September 2016 in Raw Women's Championship umbenannt wurde.
In der SmackDown-Folge vom 9. Juni 2023 enthüllte WWE-Offizieller Adam Pearce ein neues Design für den Titel, der wieder WWE Women's Championship hieß. Der Gürtel verwendet das gleiche „Network Logo“-Design, weist jedoch Ähnlichkeiten mit der Undisputed WWE Universal Championship der Männer auf, die in der SmackDown-Folge der Vorwoche enthüllt wurde. Es behält den kleineren weißen Gurt und die Seitenplatten des vorherigen Designs bei, aber passend zum Männertitel ist das WWE-Logo jetzt mit schwarzen Diamanten auf goldenem Hintergrund besetzt, während auf dem Kleingedruckten unter dem Logo jetzt „Women's Undisputed Champion“ steht. Der Titel wurde jedoch nie vereinigt, um den Namen „Undisputed“ zu tragen. Er trägt lediglich den Namen „Undisputed“, um mit seinem männlichen Gegenstück übereinzustimmen.

## Regentschaften
Es gab bisher 30 Regentschaften zwischen 13 Champions. Charlotte Flair, war die erste Titelträgerin. Sie hat mit sechs auch die meisten Regentschaften. Bianca Belairs Regentschaft ist mit 420 Tagen die längste, während gleichzeitig ihre zweite Regentschaft mit 6 Sekunden die kürzeste war. Becky Lynch hat mit 560 Tagen die längste kombinierte Regentschaft. Asuka ist die älteste Titelträgerin und gewann den Titel im Alter von 41 Jahren, während Sasha Banks die jüngste ist, als sie den Titel mit 24 Jahren und 181 Tagen gewann. Nur zwei Frauen hielten den Titel für eine ununterbrochene Regentschaft von einem Jahr (365 Tagen) oder länger: Becky Lynch und Bianca Belair.
Tiffany Stratton ist in ihrer ersten Regentschaft die aktuelle Titelträgerin. Sie gewann den Titel, indem sie Nia Jax bei SmackDown am 3. Januar 2025 in Phoenix, Arizona besiegte. Hierfür löste sie ihren Money in The Bank Koffer ein.

### Liste der Titelträger
| #  | Titelträger      | Nr. | Tage | Datum             | Ort                         | Veranstaltung              | Anmerkung |
| -- | ---------------- | --- | ---- | ----------------- | --------------------------- | -------------------------- | --- |
| 1  | Charlotte        | 1   | 113  | 3. April 2016     | Arlington, Texas            | Wrestlemania 32            | Der Titel wurde von Lita eingeführt um die WWE Divas Championship zu ersetzen. Charlotte besiegte Becky Lynch und Sasha Banks in einem Triple Threat-Match, um den neu eingeführten Titel zu gewinnen. Charlotte wurde am 19. Juli 2016 zu Raw gedraftet. |
| 2  | Sasha Banks      | 1   | 27   | 25. Juli 2016     | Pittsburgh, Pennsylvania    | Raw                        | |
| 3  | Charlotte        | 2   | 43   | 21. August 2016   | New York City, New York     | SummerSlam                 | Der Titel wurde am 5. September 2016 in WWE Raw Women's Championship umbenannt, nachdem die WWE SmackDown Women’s Championship eingeführt wurde. |
| 4  | Sasha Banks      | 2   | 27   | 3. Oktober 2016   | Los Angeles, California     | Raw                        | |
| 5  | Charlotte Flair  | 3   | 29   | 30. Oktober 2016  | Boston, Massachusetts       | Hell in a Cell             | Dies war das erste Hell in a Cell-Match in der Geschichte der Women’s Division und das erste Match, mit dem Frauen den Main Event eines WWE-PPVs bildeten. Charlotte Flair trat vorher als Charlotte auf. Der Nachname Flair wurde später hinzugefügt.    |
| 6  | Sasha Banks      | 3   | 20   | 28. November 2016 | Charlotte, North Carolina   | Raw                        | Dies war ein Falls Count Anywhere-Match. |
| 7  | Charlotte Flair  | 4   | 57   | 18. Dezember 2016 | Pittsburgh, Pennsylvania    | Roadblock: End of the Line | Dies war ein Iron Women-Match, welches Charlotte Flair mit 3:2 gewann. |
| 8  | Bayley           | 1   | 76   | 13. Februar 2017  | Las Vegas, Nevada           | Raw                        | |
| 9  | Alexa Bliss      | 1   | 112  | 30. April 2017    | San José, California        | Payback                    | |
| 10 | Sasha Banks      | 4   | 8    | 20. August 2017   | New York City, New York     | SummerSlam                 | |
| 11 | Alexa Bliss      | 2   | 223  | 28. August 2017   | Memphis, Tennessee          | Raw                        | |
| 12 | Nia Jax          | 1   | 70   | 8. April 2018     | New Orleans, Louisiana      | WrestleMania 34            | |
| 13 | Alexa Bliss      | 3   | 63   | 17. Juni 2018     | Chicago, Illinois           | Money in the Bank          | Löste Ihren Money in the Bank Koffer ein, den sie am gleichen Abend gewann. |
| 14 | Ronda Rousey     | 1   | 231  | 19. August 2018   | Brooklyn, New York          | SummerSlam                 | |
| 15 | Becky Lynch      | 1   | 400  | 7. April 2019     | East Rutherford, New Jersey | WrestleMania 35            | Dies war ein Triple Threat Winner Take All Match, bei dem auch der SmackDown Women’s Championship von Charlotte Flair auf dem Spiel stand. Somit ist Lynch die erste Women’s Championesse beider Roster.                                                  |
| 16 | Asuka            | 1   | 77   | 11. Mai 2020      | Orlando, Florida            | Raw                        | Becky Lynch gab den Titel aufgrund ihrer Schwangerschaft ab und übergab den Titel an Asuka. Diese hatte am Abend zuvor den Money in the Bank Koffer gewonnen. Lynch erklärte, dass der Gewinn des Koffers die neue Titelträgerin festlegte.               |
| 17 | Sasha Banks      | 5   | 27   | 27. Juli 2020     | Orlando, Florida            | Raw                        | |
| 18 | Asuka            | 2   | 231  | 23. August 2020   | Orlando, Florida            | SummerSlam                 | |
| 19 | Rhea Ripley      | 1   | 98   | 11. April 2021    | Tampa, Florida              | WrestleMania 37            | |
| 20 | Charlotte Flair  | 5   | 1    | 18. Juli 2021     | Fort Worth, Texas           | Money in the Bank          | |
| 21 | Nikki A.S.H.     | 1   | 33   | 19. Juli 2021     | Dallas, Texas 1             | Raw                        | Löste ihren Money in the Bank Contract ein. |
| 22 | Charlotte Flair  | 6   | 62   | 21. August 2021   | Las Vegas, Nevada           | SummerSlam                 | Dies war ein Triple-Threat-Match an dem auch Rhea Ripley beteiligt war. |
| 23 | Becky Lynch      | 2   | 162  | 22. Oktober 2021  | Wichita, Kansas             | SmackDown                  | Sie tauschte den Titel gegen die SmackDown Women’s Championship ein, nachdem sie durch den Draft zu Raw gewechselt ist. |
| 24 | Bianca Belair    | 1   | 420  | 2. April 2022     | Arlington, Texas            | WrestleMania 38            | Am 8. Mai 2023 wechselte der Titel zu SmackDown, nachdem Belair Raw zu SmackDown gedraftet wurde. Längste Regentschaft der Titelhistorie. |
| 25 | Asuka            | 3   | 70   | 27. Mai 2023      | Jeddah, Saudi-Arabien       | Night of Champions         | Am 9. Juni 2023 wurde der Titel wieder in WWE Women's Championship umbenannt, nachdem Asuka ein neuer Titel-Gürtel überreicht wurde. |
| 26 | Bianca Belair    | 2   | <10  | 5. August 2023    | Detroit, Michigan           | SummerSlam                 | Dies war ein Triple-Threat-Match an dem auch Charlotte Flair beteiligt war. |
| 27 | Iyo Sky          | 1   | 246  | 5. August 2023    | Detroit, Michigan           | SummerSlam                 | Löste Ihren Money in the Bank Koffer ein. |
| 28 | Bayley           | 2   | 118  | 7. April 2024     | Philadelphia, Pennsylvania  | WrestleMania XL Night 2    | |
| 29 | Nia Jax          | 2   | 153  | 3. August 2024    | Cleveland, Ohio             | SummerSlam                 | |
| 30 | Tiffany Stratton | 1   | 225+ | 3. Januar 2025    | Phoenix, Arizona            | SmackDown                  | Löste Ihren Money in The Bank Koffer ein. |

## Regentschaften – absolut

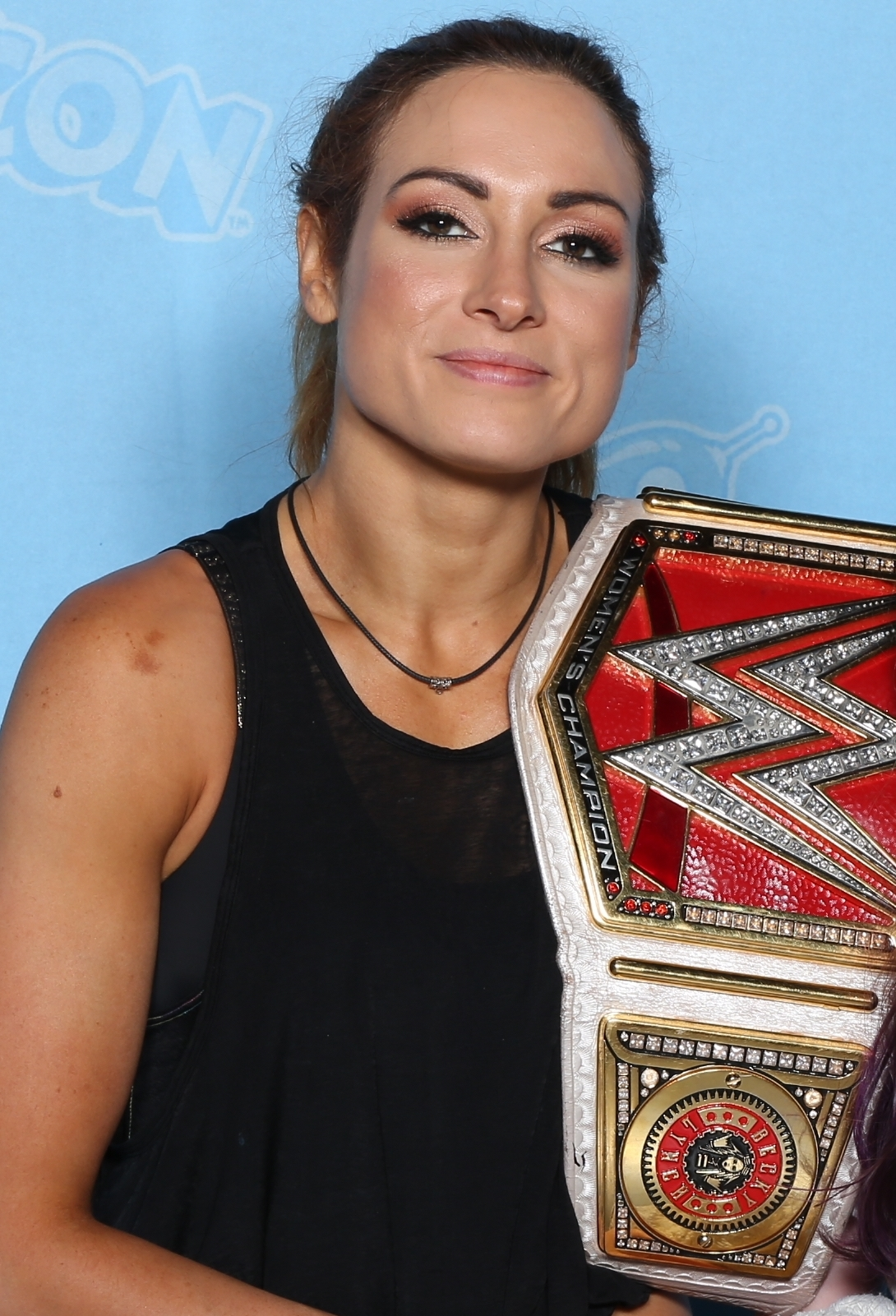
Becky Lynch hielt den Titel zweimal für insgesamt 562 Tage.

| #  | Titelträger      | Nr. | Tage |
| -- | ---------------- | --- | ---- |
| 1  | Becky Lynch      | 2   | 562  |
| 2  | Bianca Belair    | 2   | 420  |
| 3  | Alexa Bliss      | 3   | 398  |
| 4  | Asuka            | 3   | 378  |
| 5  | Charlotte Flair  | 6   | 305  |
| 6  | Iyo Sky          | 1   | 246  |
| 7  | Ronda Rousey     | 1   | 231  |
| 8  | Nia Jax          | 2   | 223  |
| 9  | Bayley           | 2   | 118  |
| 10 | Sasha Banks      | 5   | 109  |
| 11 | Rhea Ripley      | 1   | 98   |
| 12 | Nikki A.S.H.     | 1   | 33   |
| 13 | Tiffany Stratton | 1   | 225+ |